# Stora Slågarps församling
Stora Slågarps församling var en församling i Lunds stift och i Trelleborgs kommun. Församlingen uppgick 1980 i Alstads församling.

## Administrativ historik
Församlingen har medeltida ursprung.
Församlingen var till 1 maj 1924 moderförsamling i pastoratet Stora och Lilla Slågarp. Från 1 maj 1924 till 1980 var den annexförsamling i pastoratet Västra Alstad, Fru Alstad, Stora Slågarp och Lilla Slågarp. Församlingen uppgick 1980 i Alstads församling.

## Kyrkor
- Stora Slågarps kyrka